# Elina Berglund
Elina Berglund Scherwitzl (1984) es una física de partículas y emprendedora sueca.

## Biografía y trayectoria
Elina Berglund se crio en Malmö en el sur de Suecia. Empezó a interesarse por las ciencias físicas a la edad de cinco a los años cuándo su padre le habló sobre el universo.
Estudió ingeniería física en el Lund Instituto de Tecnología, y obtuvo un máster en ciencia en 2008. Después pasó tres años en la Universidad de Geneva, culminando en un doctorado en física de partículas elementales en 2011. 
En paralelo con sus estudios, colaboró en el proyecto de ATLAS en la Organización Europea para la Investigación Nuclear (CERN), trabajando con un equipo que ganó el premio Nobel por el descubrimiento de la partícula del bosón de Higgs en CERN. Un mes después del anuncio del descubrimiento del bosón de Higgs en el verano de 2012, Berglund dejó CERN ya que las instalaciones del experimento cerraban para actualizarse en los dos años siguientes. 
Se casó con su colega el físico Raoul Scherwitzl y la pareja empezó a pensar en formar una familia. Tras decidir dejar de utilizar la píldora anticonceptiva, empezó a analizar su temperatura corporal para revelar los días en que era más fértil. "Quería darle a mi cuerpo un descanso de la píldora," explicó, "pero no pude encontrar ninguna forma buena de control de natalidad natural, así que escribí un algoritmo para mí." 
Animada por su marido, empezó a desarrollar una aplicación de fertilidad, apta para ser utilizada por cualquier mujer. La pareja abandonó sus trabajos de física y se mudó a Suecia para concentrarse en desarrollar y comercializar la aplicación, por lo que fundaron la empresa Natural Cycles en 2013. La aplicación indica los días en que una mujer es más fértil y se puede utilizar tanto para el control de la natalidad como para planificar una familia.
Utilizaron con éxito la aplicación para planificar el nacimiento de su hija. Aunque comenzaron a comercializar el producto denominado Natural Cycles en 2014 con la aprobación de la Agencia Sueca de Medicamentos, tuvieron problemas al año siguiente cuando la agencia revocó la aprobación, lo que les obligó a eliminar cualquier referencia a la anticoncepción en la comercialización de la aplicación. Fue solo en febrero de 2017 que finalmente recibieron la aprobación de la organización alemana de inspección y certificación Tüv Süd, lo que les permitió comercializar el producto en toda Europa. Era la primera vez que se aprobaba un dispositivo técnico de este tipo para la anticoncepción en cualquier parte del mundo.
Al preguntarle si tenía la intención de pasar su vida trabajando en la aplicación respondió: "No, pero creo que siempre trabajaré con algo que involucre datos, analizar datos, sacar conclusiones, aplicar datos a algo u otro. No es necesario que sea físico, no es necesario que sea un método anticonceptivo, pero ese es el denominador común ahora y creo que siempre lo seguirá siendo ".

## Premios
En 2015, Berglund recibió el premio empresarial Women in Tech Foundation.